# 旭精機工業
旭精機工業株式会社（あさひせいきこうぎょう、英: Asahi-Seiki Manufacturing Co., Ltd.）は、愛知県尾張旭市に本社を置く機械メーカー。名古屋証券取引所メイン市場単独上場銘柄である。
なお、敷地が隣接し同じ旭を冠する旭サナックとは資本関係はないものの、大隈鐵工所（現・オークマ）より独立したルーツを同じくする企業である。

## 概要
1939年（昭和14年）に操業を開始した大隈鐵工所旭兵器製作所を前身とし、1953年（昭和28年）8月に大隈鐵工所（現・オークマ）の銃弾事業が独立する形で創業。国内唯一の小口径銃弾メーカーであり、プレス機械を始めとする機械装置や航空機部品なども製造している。
2018年（平成30年）には自社株買いを実施、会社設立から筆頭株主だったオークマがこれに応じ、保有株式が19.4%から5.0%に減少したため、同社の持分法適用関連会社から外れた。

## 沿革
- 1953年（昭和28年）8月11日 - 旭大隈工業株式会社として設立[1]。
- 1961年（昭和36年）
  - 1月 - 東洋精機（現・三井精機工業）より銃弾の製造販売に関する営業権を譲受[1]。
  - 5月 - 旭精機工業株式会社に商号変更[1]。
  - 10月 - 名古屋証券取引所市場第二部に株式を上場[1]。
- 2021年（令和3年）12月 - 岡谷鋼機との資本業務提携契約を締結[8]。
- 2022年（令和4年）4月 - 名古屋証券取引所の市場区分見直しにより、メイン市場に移行。

## 主な製品
- 精密金属加工品
- トランスファープレス
- ばね成形機関連
- 自動組立機
- 航空機部品
- 搬送装置
- 無段変速機

## 事業所
- 本社（愛知県尾張旭市）[2]
- 東京支店（東京都文京区）[2]
- 大阪営業所（大阪府吹田市）[2]